# Sköndal
Sköndal – dzielnica (stadsdel) Sztokholmu, położona w jego południowej części (Söderort) i wchodząca w skład stadsdelsområde Farsta. Graniczy z dzielnicami Skarpnäcks gård, Orhem, Larsboda, Farsta, Hökarängen i Gubbängen.
Według danych opublikowanych przez gminę Sztokholm, 31 grudnia 2020 r. Sköndal liczyło 10 148 mieszkańców. Powierzchnia dzielnicy wynosi łącznie 3,10 km², z czego 0,37 km² stanowią wody jeziora Drevviken.